# Służący (film)
Służący (ang. The Servant) – brytyjski dramat filmowy z 1963 roku w reżyserii Josepha Loseya. Scenariusz napisał dramaturg Harold Pinter na podstawie noweli autorstwa Robina Maughama pod tym samym tytułem. Był to pierwszy z czterech wspólnych projektów Pintera i Loseya.
Premiera filmu miała miejsce w konkursie głównym na 24. MFF w Wenecji. Obraz zdobył Nagrody BAFTA za rolę Dirka Bogarde'a oraz za zdjęcia Douglasa Slocombe'a.

## Fabuła
Młody arystokrata Tony przeprowadza się do Londynu, gdzie zatrudnia służącego. Hugo Barrett początkowo wydaje się być kompetentnym i lojalnym pracownikiem, ale nie znajduje zaufania u Susan, dziewczyny Tony'ego, która życzyłaby sobie jego odprawienia. Wkrótce Barrett sprowadza jeszcze do domu swego pana Verę, swoją siostrę, która z czasem uwodzi Tony'ego i okazuje się być tak naprawdę kochanką Barretta.

## Obsada
- Dirk Bogarde – Hugo Barrett
- Sarah Miles – Vera
- Wendy Craig – Susan Stewart
- James Fox – Tony
- Catherine Lacey – Lady Agatha Mounset
- Richard Vernon – Lord Willie Mounset
- Patrick Magee – biskup w restauracji
- Alun Owen – wikary w restauracji
- Doris Nolan – starsza kobieta w restauracji
- Jill Melford – młodsza kobieta w restauracji
- Ann Firbank – kobieta z towarzystwa w restauracji
- Harold Pinter – mężczyzna z towarzystwa w restauracji
- Dorothy Bromiley – dziewczyna pod budką telefoniczną
- Johnny Dankworth – lider zespołu jazzowego
- Davy Graham – we własnej osobie w pubie[3]

## Produkcja
Zdjęcia do filmu kręcono w Londynie.